# Canto di Natale - Il film natalizio dei Looney Tunes
Canto di Natale - Il film natalizio dei Looney Tunes (Bah, Humduck! A Looney Tunes Christmas) è un mediometraggio d'animazione direct-to-video del 2006 diretto da Charles Visser. Prodotto dalla Warner Bros. Animation, è un adattamento del romanzo di Charles Dickens Canto di Natale con protagonisti i personaggi Looney Tunes; il romanzo aveva già ricevuto un adattamento a tema Looney Tunes nella prima parte dello speciale televisivo Bugs Bunny: Le pazze storie di Natale. L'animazione fu realizzata dallo studio filippino Toon City. Il cartone animato fu distribuito negli Stati Uniti in DVD-Video il 14 novembre 2006 dalla Warner Home Video. Viene trasmesso in televisione col titolo Looney Tunes - Canto di Natale.

## Trama

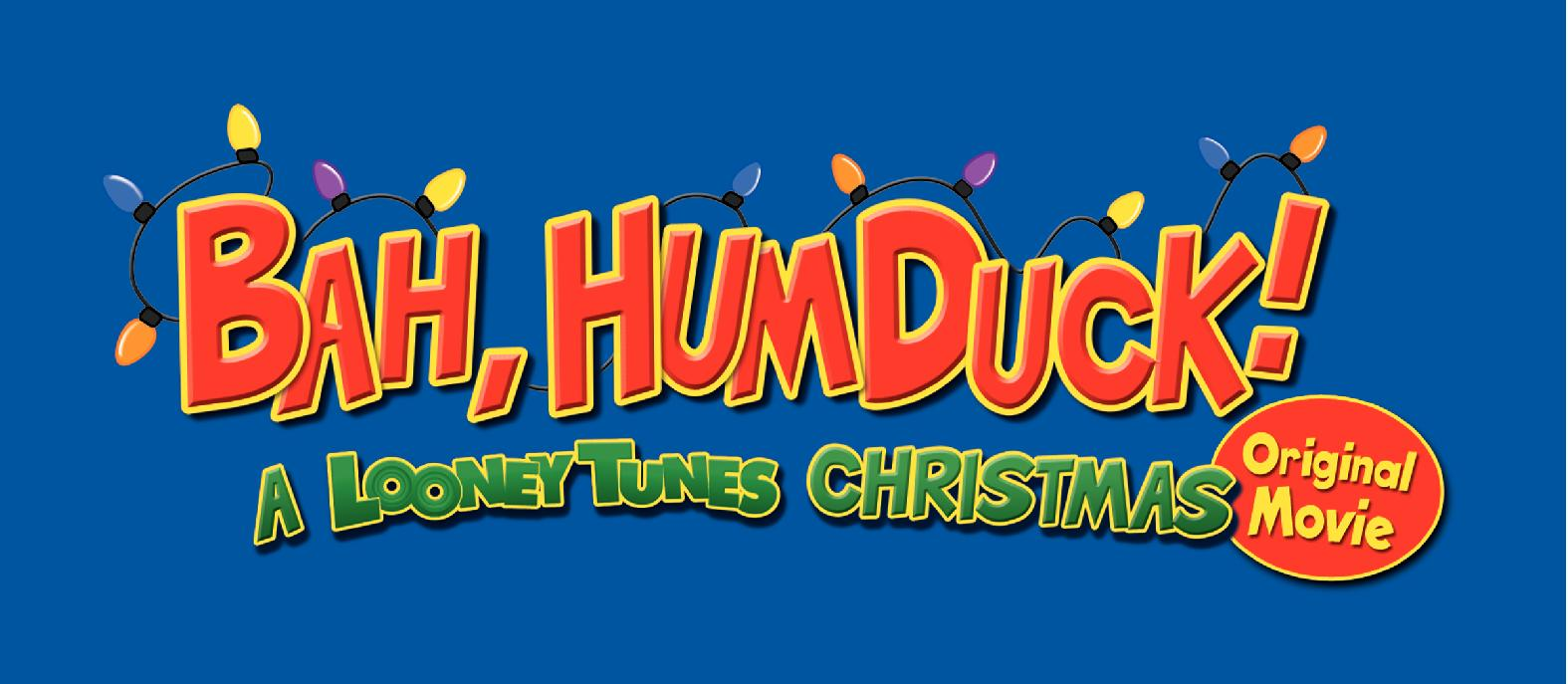
Logo originale del film

Daffy Duck è il proprietario del centro commerciale Papero Fortunato, odia il Natale e tratta i suoi dipendenti come spazzatura. Quando Daffy afferma di odiare le festività, Bugs Bunny lo mette in guardia sui fantasmi del Natale, ma il papero si fa beffe di lui. Dopo aver fatto lavorare fino allo stremo i suoi dipendenti la vigilia di Natale, Daffy si aspetta che tornino tutti alle cinque del giorno dopo, in modo da poter fare più soldi con gli acquirenti dell'ultimo minuto. Più tardi quel giorno, Daffy riceve la visita dello spirito del suo defunto idolo, l'imprenditore Silvestro, vestito di catene come punizione per la sua avidità dopo che un dipendente scontento lo ha ucciso. Silvestro avverte Daffy che se non cambierà i suoi modi sarà condannato allo stesso destino, e che riceverà la visita di tre fantasmi. Daffy, credendo che si tratti di uno scherzo di Bugs o dei suoi dipendenti, non gli crede. Dopo la visita, Daffy rifiuta le richieste dei suoi dipendenti Taddeo (che vorrebbe riposarsi), Marvin il marziano (che vorrebbe tornare a casa su Marte) e Porky Pig (che vorrebbe trascorrere del tempo con sua figlia Priscilla).
Alla fine della giornata tutti vanno a casa, ma Daffy rimane intrappolato nel negozio da un cumulo di neve insieme a Bugs. Si chiude nella sua cassaforte per stare al sicuro, ma subito gli appaiono la Nonna e Titti, spiriti del Natale Passato, che riportano Daffy indietro nel tempo fino a quando era un bambino. Qui vedono che Daffy viveva all'orfanotrofio Papero Fortunato, e ogni Natale veniva ignorato da potenziali genitori, il che spiega il suo comportamento infelice nel presente (e il nome del suo negozio). Appare poi Yosemite Sam, spirito del Natale Presente, che rimprovera Daffy per il trattamento riservato ai suoi dipendenti e gli mostra la loro infelicità. A questo punto Daffy inizia a provare "qualcosa", e teme la visita dello spirito del Natale Futuro. Quest'ultimo appare nella forma del Diavolo della Tasmania, e lo porta in un vicino futuro in cui egli è morto. Alla lapide di Daffy, Porky racconta a Priscilla che, poiché Daffy ha cercato di nominarsi proprio erede, il negozio ha chiuso lasciando tutti senza lavoro (ma anche liberi di stare con la famiglia). Dopo che Porky lascia la tomba, Priscilla rimane più a lungo e rivela di capire la solitudine di Daffy, promettendogli di visitare la sua tomba ogni anno a Natale lasciandogli un piatto di biscotti. Grazie alla gentilezza di Priscilla, il comportamento freddo di Daffy si scioglie e il suo cuore si spezza. Rendendosi conto che la sua avidità e la sua natura egoistica nascondevano il suo desiderio di far parte di una famiglia, Daffy giura di essere una persona più gentile e generosa mentre lo spirito del Natale Futuro lo rimanda indietro.
Tornato nel presente, sotto lo sguardo degli spiriti, Daffy promuove Porky a direttore, regala a Marvin un missile per tornare su Marte e dà a tutti i suoi impiegati i regali che desideravano, insieme a un aumento e una vacanza pagata. Quando comincia a chiedersi come recuperare tutti i costi, Priscilla gli porta un piatto di biscotti, lo chiama "zio Daffy" e lo bacia sulla guancia, facendolo finalmente sentire parte di una famiglia.

## Personaggi
- Daffy Duck – Proprietario del centro commerciale Papero Fortunato, disprezza le famiglie e il Natale perché continuamente rifiutato da potenziali adottanti, il che spiega fondamentalmente la sua avidità e l'amore per i soldi. Cambierà quando finalmente realizzerà il suo desiderio di far parte di una famiglia, permettendo a Priscilla di chiamarlo zio. È basato su Ebenezer Scrooge. È doppiato in inglese da Joe Alaskey e in italiano da Marco Mete.
- Porky Pig – Assistente direttore del Papero Fortunato. È basato su Bob Cratchit. È doppiato in inglese da Bob Bergen e in italiano da Massimiliano Alto.
- Bugs Bunny – Cliente del Papero Fortunato. È basato su Fred. È doppiato in inglese da Billy West e in italiano da Massimo Giuliani.
- Silvestro – Soprannominato "Silvestro Non Dà il Resto", è l'idolo commerciale di Daffy ed ex presidente della catena di supermercati Gatto Miao, che a causa della sua avidità è stato ucciso da un suo dipendente che lo ha investito nove volte con un carrello elevatore. È basato su Jacob Marley.  È doppiato in inglese da Joe Alaskey e in italiano da Roberto Pedicini.
- Nonna e Titti – Spiriti del Natale Passato che portano Daffy nel suo passato per rivelare come siano nate in lui avarizia e avidità. Sono doppiati rispettivamente in inglese da June Foray e Bob Bergen e in italiano da Monica Bertolotti e Ilaria Latini.
- Yosemite Sam – Spirito del Natale Presente che picchia Daffy ogni volta che questi si dimostra insensibile alla sofferenza dei suoi dipendenti. È doppiato in inglese da Maurice LaMarche e in italiano da Vittorio Amandola.
- Diavolo della Tasmania – Spirito del Natale Futuro che riesce a cambiare Daffy quando gli mostra la conseguenza della sua avidità: la morte. È doppiato in inglese da Jim Cummings e in italiano da Roberto Pedicini.
- Priscilla Pig – Figlia gentile e premurosa di Porky. È basata su Tim. È doppiata in inglese da Tara Strong.
- Marvin il Marziano – Dipendente del Papero Fortunato, ha una grande nostalgia della sua casa su Marte e desidera più di ogni altra cosa poterci tornare per Natale. È doppiato in inglese da Joe Alaskey e in italiano da Roberto Stocchi.
- Taddeo Fudd – Dipendente del Papero Fortunato, a causa dei massacranti turni di lavoro non riesce più a stare sveglio. È doppiato in inglese da Billy West e in italiano da Marco Bresciani.
- Pepé Le Pew – Dipendente del Papero Fortunato. È doppiato in inglese da Joe Alaskey e in italiano da Gerolamo Alchieri.
- Speedy Gonzales – Dipendente del Papero Fortunato. È doppiato in inglese da Bob Bergen e in italiano da Fabrizio Vidale.
- Foghorn Leghorn – Dipendente del Papero Fortunato. È doppiato in inglese da Joe Alaskey e in italiano da Bruno Alessandro.
- Willy il Coyote e Beep Beep, i tre orsi, Ralph il lupo, Rocky e Mugsy, Sam Canepastore, Claude Cat, Charlie Dog, Miss Prissy, Barnyard Dawg, Mac e Tosh, Hippety Hopper, Beaky Buzzard, Sniffles, Bruttone Gorilla, Hubie e Bertie – Dipendenti del Papero Fortunato.
- Pete Puma – Custode del Papero Fortunato.
- Gossamer – Addetto alla sicurezza del Papero Fortunato.
- Penelope Pussycat – Cliente del Papero Fortunato.
- Eggbert e Henery Hawk – Cantanti natalizi.
- Pinguino Playboy – Mendicante che vive vicino al Papero Fortunato, alla fine viene assunto da Daffy.